# HMLA-369
369ème Escadron d'hélicoptères légers d'attaque (USMC)
Le Marine Light Attack Helicopter Squadron 369 (ou HMLA-369) est un escadron d'hélicoptère d'attaque du Corps des Marines des États-Unis composé d'hélicoptères d'attaque Bell AH-1Z Viper (en) et d'hélicoptères utilitaires Bell UH-1Y Venom. L'escadron, connu sous le nom de "Gunfighters" est basé à la Marine Corps Air Station Camp Pendleton, en Californie. Il est sous le commandement du Marine Aircraft Group 39 (MAG-39) et de la 3rd Marine Aircraft Wing (3rd MAW).

## Mission
Soutenir le commandement de la Force tactique terrestre et aérienne des Marines en fournissant un soutien aérien offensif, un soutien utilitaire, une escorte armée et une coordination des armes de soutien aéroportées, de jour comme de nuit dans toutes les conditions météorologiques lors d'opérations expéditionnaires, interarmées ou combinées.

## Historique

### Origine

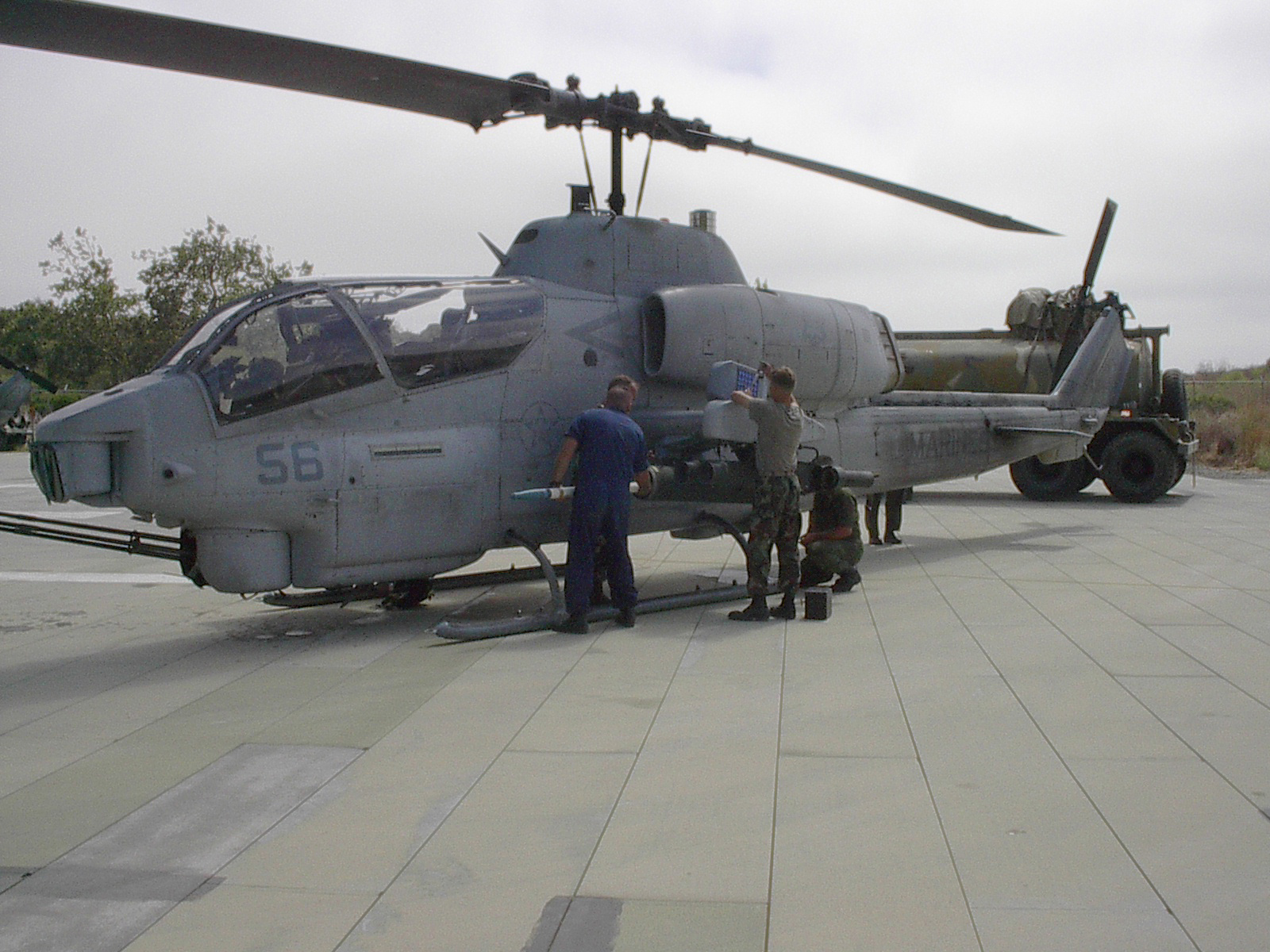
AH-1W SuperCobra du HMLA-369

Le Marine Attack Helicopter Squadron 369 (HMA-369) a été mis en service le 1er avril 1972 à la Marine Corps Air Station Futenma, au Japon, affecté au Marine Aircraft Group 36, 1st Marine Aircraft Wing.
Guerre du Vietnam : 
Deux mois après son activation, l'escadron est déployé au Nord-Vietnam pour participer à l'opération MARHUK (Marine Hunter Killer). Il fut le premier escadron d'hélicoptères d'attaque AH-1J SeaCobra de l'histoire du Corps des Marines à mener des opérations aériennes offensives. L'escadron s'est redéployé à Okinawa en janvier 1973, mais est resté actif dans le conflit grâce à l'Opération Eagle Pull et à l'Opération Frequent Wind en 1975, effectuant de nombreuses évacuations durant la Chute de Saïgon.
Après le Vietnam :
Le 15 septembre 1987, le HMA-369 a été officiellement renommé Marine Light Attack Helicopter Squadron 369 (HMLA-369). L'escadron a reçu le Bell AH-1 SuperCobra (en).

### Service
Le HMLA-369 a été actif dans :  
- 1990 - Opération Bouclier du désert (Guerre du Golfe)
- 1992 - Opération Restore Hope (Somalie)
- 1993 - Opération Continue Hope (Somalie)
- 1993 - Opération Distant Runner (Rwanda)
- 2002 - Opération Anaconda (Afghanistan)
- 2003 - Opération Iraqi Freedom
- 2010 - Opération Enduring Freedom (Guerre d'Afghanistan)